# طیف‌سنجی رامان ارتقا یافته تیپی
طیف‌سنجی رامان تقویت شده بانوک یک رویکرد تخصصی برای طیف‌سنجی رامان تقویت شده باسطح(SERS)است؛ که درآن تقویت پراکندگی رامان فقط در نقطه ای از یک پین نزدیک تیز اتمی، که به‌طور معمول باطلا پوشیده شده‌است رخ می‌دهد.
حداکثر رزولوشن قابل دستیابی بااستفاده از میکروسکوپ نوری از جمله میکروسکوپ‌های رامان، با حد آبی محدود شده‌است که تقریباً نیمی از طول موج نور حادثه است. علاوه بر این، بااستفاده از طیف‌سنجیSERSسیگنال به دست آمده مجموع تعداد نسبتاً زیادی مولکول است.TERSبه عنوان غلبه بر این محدودیت‌ها، طیف رامان به دست آمده در درجه اول از مولکل‌ها در چند ده نانومتر از نوک ناشی می‌شود.

## تاریخچه
مفهومTERSبرای اولین بار توسط وسل در سال۱۹۸۵ مطرح شد ودر سال ۲۰۰۰به صورت تجربی بهTERSتحقق یافت. ازآن زمان به سرعت پیشرفت کرده و به یک ابزار میکروسکوپ کاوشگراسکن غیرمخرب برای توصیف شیمیایی سطحی تبدیل شده‌است. فرصت‌های مطالعه کلان مولکول‌های منفرد باوضوح مکانی زیرNNراباز کرد. در۱۵سال گذشته این روش برای بررسی مشکلات علمی در زیست‌شناسی استفاده شده‌است.
اولین گزارش از طیف‌سنجی رامان افزایش یافته به نوک به‌طور معمول از میکروسکوپ رامان همراه با میکروسکوپ نیروی اتمی استفاده می‌کرد. طیف‌سنجی رامان باافزایش تیپ همراه بامیکروسکوپ تونل سازی نیزبه یک تکنیک قابل اعتماد روبشی تبدیل شده‌است، (STM-TERS)زیرا از آن برای یک حالت شکاف حالت پلاستیکی بین پروب فلزی و بستر فلزی استفاده می‌کند.

## تجهیزات
طیف‌سنجی رامان با افزایش نوک به یک میکروسکوپ کانفوکال ویک میکروسکوپ پروب اسکن نیاز دارد. میکروسکوپ نوری برای تراز کردن نقطه کانونی لیزر باSERSنوک پوشیده شده از فلز فعال استفاده می‌شود. سه تنظیم آزمایشی معمولی عبارتند از:نورپردازی پایین، روشنایی جانبی و نورپردازی بالا، بسته به اینکه کدام لیزر ضمنی باتوجه به بستر به سمت نمونه منتشر می‌شود. فقط می‌توان از پیکربندی‌های،STM-TERSدرمورد روشنایی جانبی و بالا استفاده کرد، زیرا بسترمورد نیازبرای رسانایی است، بنابراین معمولاً غیر شفاف است. این حالت، لیزر ضمنی معمولابصورت خطی قطبی شده وبه منظور ایجاد پلاسمون سطح محصور در اوج نوک به موازات نوک تراز می‌شود. نمونه به جای نوک منتقل میشودتا لیزر روی نوک متمرکز بماند.
درسال۲۰۱۹، گروه یان و گروه لیو در دانشگاه کالیفرنیا، ریورساید یک تکنیک نانو فوکوس عاری از لنز ایجاد کرد، که نور این حادثه را از یک فیبر نوری مخروطی تانوک قله یک نانوسیم فلزی متمرکز می‌کند و سیگنال رامان را از طریق همان فیبر نوری متمرکز می‌کند. فیبردرفیبرNSOM-TERSتوسعه یافته‌است.

## کاربردها
تحقیقات متعددی از TERSبرای تصویربرداری از اتم‌های منفرد و ساختارداخلی مولکول‌ها استفاده کرده‌است. درسال۲۰۱۹، گروه آرا آپکاریان در مرکز شیمی در محدوده فضا-زمان، دانشگاه کالیفرنیا، ایروین حالت‌های طبیعی ارتعاشی مولکول‌های پورفیرین منفرد را با استفاده ازTERSتصویربرداری کرد. توالیDNAمبتنی برTERSنیز نشان داده شده‌است.TERSهمچنین برای تصویربرداری بایون انتخابی و اتم برطرف شده از یک عایق2Dمس2Nبااستفاده از نوک کاربردی مورد استفاده قرار گرفته‌است.